# 三河家住宅
三河家住宅（みかわけじゅうたく）は、徳島県徳島市富田浜にある歴史的建造物。国の重要文化財に指定されている。とくしま市民遺産選定。

## 歴史
昭和4年（1929年）、産婦人科病院を開院していた医学博士である三河義行がドイツ留学中に徳島県立工業学校建築科（現徳島県立徳島工業高等学校）出身の建築家である木内豊次郎と出会い、同世代ということもあり意気投合、交流を深めた。帰国後、木内に「友情の証」として自邸を設計させて建てたのが、現在の三河家住宅である。
当時としては珍しいドイツ風の鉄筋コンクリート造3階建で、展望台として活用できる塔屋を高く立ち上げ、2階には波形平面のテラスを設けている。また関東大震災の被害を踏まえ、芸術性だけでなく耐震性も考慮されている。地方における近代建築の展開を物語っており、歴史的価値が高いことから1997年7月15日に登録有形文化財を経て、2007年12月4日に国の重要文化財に指定された。
主屋のほか、岩屋（コンクリート製の倉庫、ヨーロッパのバロック庭園によく観られる）、外便所、門及び塀が重要文化財の附（つけたり）として指定され、宅地815m2（庭門、裏庭門、石敷、像、浄化槽を含む）も「建造物と一体をなして価値を形成しているもの」として重要文化財に指定されている。構造の強化だけでなく、装飾にいたってもコンクリートの特性を最大限に生かし、他に類を見ないユニークな建築物となった。
現在は徳島市の所有となっているが、公開はされておらず、市は活用方法を検討中である。

## アクセス
内部は一般非公開となっているため、入館はできない。
鉄道
- JR牟岐線「阿波富田駅」より徒歩約5分。

自動車
- 徳島自動車道「徳島インターチェンジ」より国道11号・国道55号経由、かちどき橋を渡り右折すぐ。